# 日本大学病院
日本大学病院（にほんだいがくびょういん）は、東京都千代田区にある医療機関であり、学校法人日本大学が運営する病院である。略称は日大病院。

## 概要
2014年10月1日に開院した。
医学部キャンパスに隣接する日本大学医学部附属板橋病院が大学病院本院であるため、日本大学直属の病院ではあるが大学病院分院の位置づけにある。
病院長は片山容一、長岡正宏（病院長職務代行）、長岡正宏、天野康雄と引き継がれ、2023年4月より松本直也となっている。2023年4月17日時点、千代田区選挙管理委員会より、不在者投票のできる施設の一つとして指定されている。

## 前身
日本大学病院の前身である駿河台日本大学病院は、1925年3月31日に設置認可を得た日本大学専門部医学科の附属病院として千代田区神田駿河台に建設され、翌1926年11月に開院した。病院の開設式典は同年10月30日から3日間に渡って行われ、診療は11月5日に開始された。

駿河台日本大学病院の建物老朽化により、2014年10月1日に日本大学カザルスホールの隣接地へ新築移転し、同時に大学直属の病院となり日本大学病院と名称変更した。

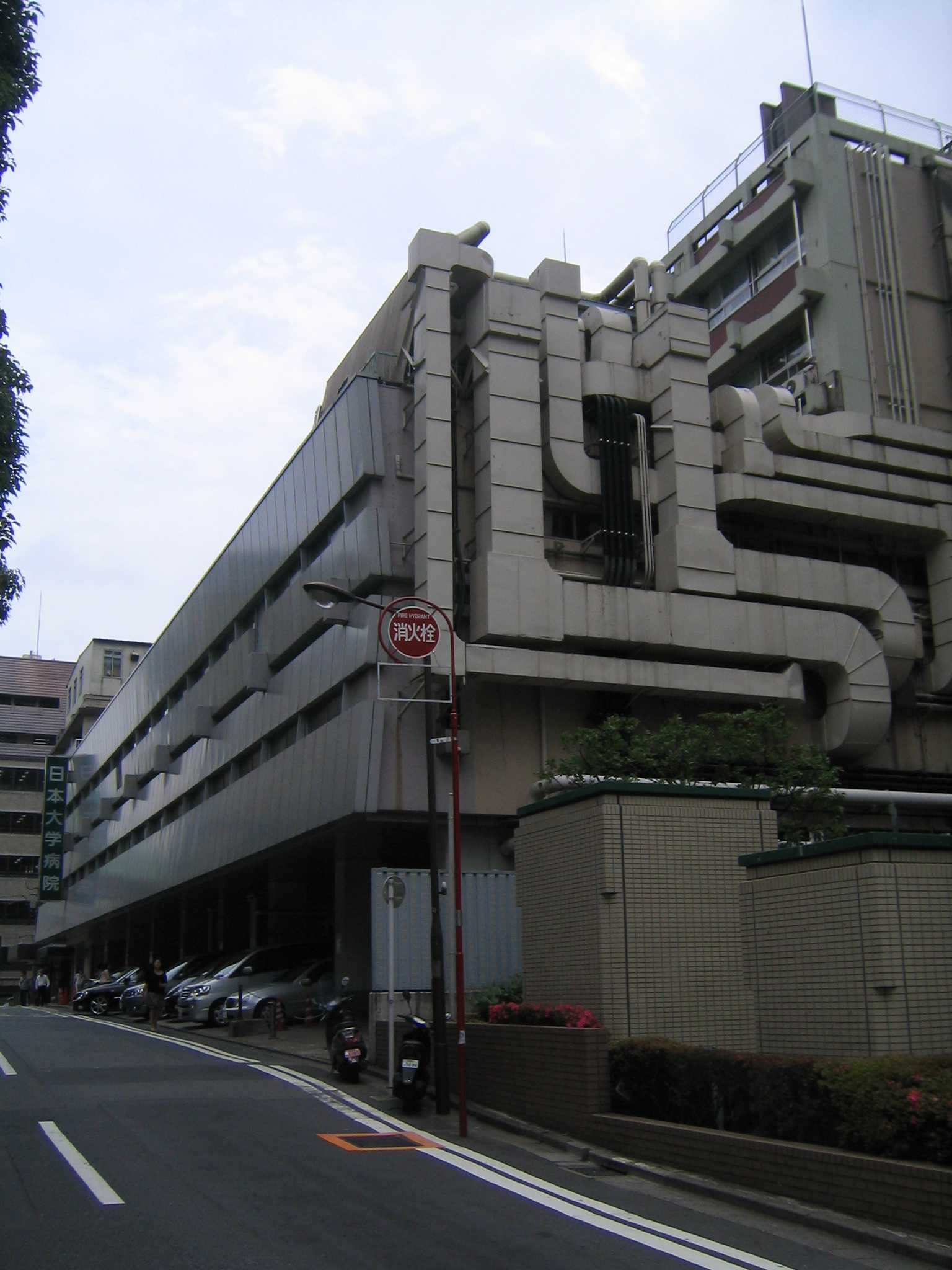
旧駿河台日本大学病院棟

また、日本大学医学部付属総合健診センターが吸収され、新病院では病院内の部門として健診センターが開設された。
駿河台日本大学病院の跡地には、日本大学歯学部付属歯科病院の本館が建設された。

## 診療科

### 循環器病センター
- 循環器内科
- 心臓血管外科

### 消化器病センター
- 消化器内科
- 消化器外科

### アイセンター
- 眼科

### 整形外科センター
- 整形外科

### 救命救急センター
- 救急科

### 診療科（内科系）
- 内科（一般内科、糖尿病、神経・脳卒中）
- 呼吸器内科
- 小児科
- 精神科

### 診療科（外科系）
- 皮膚科
- 乳腺・内分泌外科
- 脳神経外科
- 呼吸器外科
- 泌尿器科
- 婦人科
- 耳鼻咽喉科
- 放射線科
- ペインクリニック

### 中央診療科
- 放射線科
- 麻酔科
- 病理診断科
- リハビリテーション科
- 臨床検査科

### 共同診療センター
- 脳腫瘍・頭蓋底センター
- 糖尿病・肥満症治療センター
- レディースセンター

## 患者数

### 外来患者数
- 893.2名（1日平均、2018年度実績）

### 入院患者数
- 287.4名（1日平均、2018年度実績）

## 指定機関
- 保険医療機関
- 労災保険指定医療機関
- 救急告示医療機関
- 東京都指定二次救急医療機関
- 救命救急センター
- エイズ治療拠点病院
- 臓器移植提供病院
- 災害拠点病院
- 東京DMAT指定医療機関
- 基幹型臨床研修病院

## 交通アクセス
病院公式サイト交通のご案内も参照。

### 電車利用の場合

#### JR
- JR御茶ノ水駅 - 御茶ノ水橋出口より徒歩3分

#### 東京メトロ
- 東京メトロ丸ノ内線 - 御茶ノ水駅より徒歩5分
- 東京メトロ千代田線 - 新御茶ノ水駅より徒歩3分
- 東京メトロ半蔵門線 - 神保町駅より徒歩5分

#### 都営線
- 都営地下鉄新宿線 - 小川町駅より徒歩5分
- 都営地下鉄三田線・新宿線 - 神保町駅より徒歩5分

### 車利用の場合
- 隣接する地下駐車場、その他の駐車場を利用。

※隣接する日本大学お茶の水校舎の駐車場（NBパーキング/172台収容）と直結。

## 不祥事・トラブル
- 2016年11月24日 - 医薬品医療機器法で毒薬指定されている麻酔用の筋弛緩剤エスラックス50㎎入りの瓶3本を紛失と発表。大人9人の致死量に相当する。盗難の可能性もあるとして、病院は警視庁にも連絡[3]。